# Stenogaster concinna
Stenogaster concinna är en getingart som beskrevs av Vecht 1975. Stenogaster concinna ingår i släktet Stenogaster och familjen getingar. Inga underarter finns listade i Catalogue of Life.